# Fifty-Six, Arkansas
Fifty-Six là một thành phố thuộc quận Stone, tiểu bang Arkansas, Hoa Kỳ. Năm 2010, dân số của thành phố này là 173 người.

## Dân số
- Dân số năm 2000: 163 người.
- Dân số năm 2010: 173 người.